# Maribor
Maribor (njem.: Marburg an der Drau) je grad u Republici Sloveniji, s otprilike 113.000 stanovnika, što ga čini drugim po veličini gradom u državi. Leži na rijeci Dravi. Maribor je 2012. godine bio Europska prijestolnica kulture. 

## Upravna podjela
Naseljeno mjesto Maribor ima 12 četvrti, a to su: Koroška Vrata, Center, Ivan Cankar, Studenci, Magdalena, Melje, Tabor, Nova Vas, Tezno, Pobrežje, Brezje-Dogoše-Zrkovci, Radvanje.
Gradska općina Maribor osim naseljenog mjesta Maribor obuhvaća i sljedeća naselja: Bresternica, Celestrina, Dogoše, Gaj nad Mariborom, Grušova, Hrastje, Hrenca, Jelovec, Kamnica, Košaki, Laznica, Limbuš, Malečnik, Maribor, Meljski hrib, Metava, Nebova, Pekel, Pekre, Počehova, Razvanje, Ribniško selo, Rošpoh - del, Ruperče, Srednje, Šober, Trčova, Vinarje, Vodole, Vrhov dol, Za Kalvarijo, Zgornji slemen, Zrkovci.

## Zemljopis

### Položaj
Maribor je smješten na 269,5 m nadmorske visine, 15° 39' 12" geografske dužine i 46° 33' 39" geografske širine. Predstavlja regionalno središte slovenskog djela povjestne pokrajine Štajerske, koja se danas zapravo većim dijelom prostire u susjednoj državi Austriji. Grad leži na obe obale rijeke Drave, na mjestu gdje se sastaju planinski masiv Pohorje, Dravsko polje, planina Kozjak te Slovenske gorice. Najbliži veći grad je austrijski Graz, oko 60 km sjeverno od Maribora.

### Klima
Prosječna godišnja temperatura zraka je 9,0 °C. Prosječno, najniža mjesečna temperatura je u siječnju, a iznosi -2,3 °C, dok je najviša prosečna u srpnju, vrijednosti 20,7 °C. Zime su većinom hladne, proljeća umjerena, ljeta vruća, a jeseni tople. Zbog pogodne klime postoji višestoljetna tradicija uzgajanja vinove loze. Prosječne godišnje padaline iznose 1050 mm; najviše ih je u svibnju, lipnju i srpnju. Jesenji mjeseci uglavnom su suhi. Mariborsko podneblje odlikuju sunčani dani; u godini ih je prosječno 266.

## Povijest
Na području Maribora otkriveni su tragovi ljudskih naselja od paleolitika i ostaci rimskih naselja. Srednjovjekovni Maribor razvio se iz agrarnog naselja na Dravi u upravno središte zemaljskih knezova, kojima je Maribor stalno središte sve do kraja 12. stoljeća. Maribor je od 1147. – 1192. došao u posjed štajerskih grofova Traungau iz Steyra (bivši Styraburg), a zatim austrijskih Babenbergovaca (Babenberg) od 1192. pa do svog izumiranja 1246. Maribor je bio austro-ugarska utvrda, a nakon raspada te monarhije, u sastavu je Države Srba, Hrvata i Slovenaca - poslije Kraljevine Jugoslavije. U to vrijeme sagrađena je i pravoslavna Crkva svetog Lazara u Mariboru koja je srušena za njemačke okupacije 1941. – 1945. Za vrijeme nje iz grada je odbjeglo 10.000 ljudi. 
Poslije oslobođenja Maribor se naglo razvija i postaje jedan od važnih industrijskih centara u Jugoslaviji. Nakon otcjepljenja Slovenije od ostatka Jugoslavije 1991. godine, iznenadni gubitak jugoslavenskog tržišta zadao je veliki udarac razvoju grada, jer se nezaposlenost povećala na gotovo 25%. Ipak, situacija se postepeno popravlja zahvaljujući pokretanju malih i srednjih tvrtki. Godine 2007. ukinuta je granična kontrola između Austrije i Slovenije pa je tako i granični prijelaz Šentilj nedaleko od Maribora postao dio povijesti.
Grad je od 1962. središte biskupije, a od 2006. i nadbiskupije.

## Stanovništvo
Godine 1991. popisom je na području Grada Maribora zabilježeno 119.828 stanovnika, a 2002. godine 110.668 stanovnika. Prema podacima iz 2010. godine naseljeno mjesto Maribor ima 95.787 stanovnika, a područje Grada Maribora 112.642 stanovnika.

## Gospodarstvo
Za vrijeme SFRJ Maribor je bio gospodarski najrazvijeniji grad u Sloveniji. Val stečaja pri pretvorbi imalo je vrlo negativan utjecaj na gospodarstvo. Propale su velike tvrtke, kao npr. TAM i Metalna. 
Danas najviše prihoda dolazi od turizma, ali ipak i od industrije. U gradu je razvijena trgovina, a u industrijskoj zoni (Melje) između ostalih nalaze se i Mariborska livarna Maribor, Henkel, TMI Košaki, TVT, Mlinotest. Na području nekadašnje Tvornice automobila i motora (TAM) danas se nalazi Poslovna zona TAM s preko stotinu tvrtki. Osim toga, na području nekadašnje Metalne, TVT Boris Kidrič i Marlesa također su otvorene nove tvrtke.
U Mariboru se nalazi i sjedište Pošte Slovenije.

## Turizam, događaji i zanimljivosti
- Popularne turističke znamenitosti grada uključuju Mariborsku katedralu koja datira iz 12. stoljeća, građenu u gotičkom stilu te Mariborsku gradsku vijećnicu, izgrađenu za vrijeme renesanse. Također, tu je i dvorac iz 15. stoljeća.

- Maribor je dom najstarije vinove loze na svijetu, koja je stara više od 400 godina, a nosi ime Stara trta. Također, u brojnim vinogradima i voćnjacima u bližoj okolici grada nudi se domaće vino, kao i kompletne usluge seoskog turizma.

- Svakog siječnja skijaški centar Mariborsko Pohorje domaćin je ženskog slaloma i divovskih slalomskih utrka Svjetskog alpinističkog skijaškog kupa, poznatog kao Zlatna lisica.

- Svake godine u lipnju se održava festival Lent, na kojemu nastupa velik broj zabavljača, poput glazbenika i sl.

## Poznate osobe
- Josip Brandl, graditelj orgulja i glasovira[1]
- Darja Švajger, jedna je od najpopularnijih slovenskih pjevačica
- Branislava Vičar, slovenska feministica, aktivistkinja, jezikoslovka